# Csók István Galéria és Antikvitás
A Csók István Galéria és Antikvitás ― röviden Csók István Galéria ― Budapest legrégibb sétálóutcájának nagy történelmi múltú művészeti és antikvitás üzlete. 

## Története

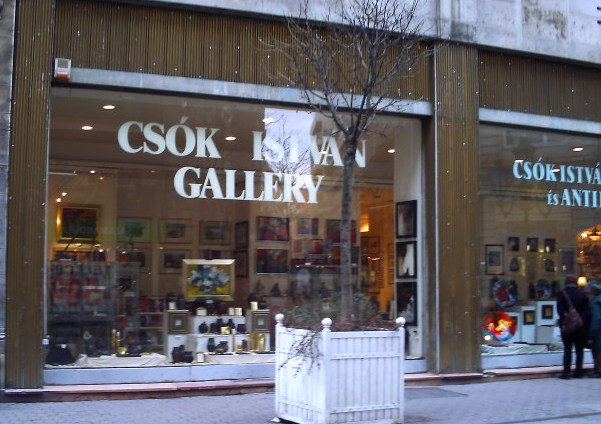
Csók István Galéria és Antikvitás
Váci utca 25.

A Csók István Galéria 1950-ben alakult, és üzletét Budapest belvárosának sétálóutcájában, a Váci utca 25. szám alatt nyitotta meg. Fenntartója az egykori Képcsarnok Vállalat volt. A megnyitó ünnepségen Csók István festőművész is jelen volt, aki hivatalosan is a nevét adta a galéria alapításához. A kínálatban eleinte kortárs festmények, grafikák és kisplasztikák szerepeltek, majd később nagyobb hangsúlyt kaptak az antik műalkotások és ékszerek, ma már ezek teszik ki a kínálat jelentős részét. 
Az 1948-ban alapított Képcsarnok Vállalat a rendszerváltás előtt szinte egymaga birtokolta a kortárs képzőművészet piacát. Minden megyeközpontban egy, Budapesten pedig több galériát tartott fenn, ahol kortárs festményeket, grafikákat, kisplasztikákat árult. Szervezetileg 1952 óta a Magyar Népköztársaság Művészeti Alapjához, majd a rendszerváltás után, 1992-től az ebből létrejött, Magyar Alkotóművészeti Közalapítványhoz (MAK) tartozott.
A rendszerváltás után a szabaddá váló művészeti piac kihívásaihoz a Képcsarnok Vállalat nem tudott alkalmazkodni. A Képcsarnok Vállalat merev zsűri rendszerét egyre inkább kikerülte az új művészeti piac, és a versfenyelőny elvesztésével elkezdődött a vállalat lassú eladósodása. Egyre több kiállító helyiségét kellett bezárnia a Képcsarnok Vállalatnak, így került sor a Csók István Galéria Váci utcában található üzletének a bezárására is, végül 2013 végén teljesen csődbe ment a cég.
2011-ben a Csók István Galéria elköltözött eredeti helyéről. Azóta, bár kisebb alapterületen, de újra kinyitott a Váci utca 23. szám alatti üzlethelyiségben. A kortárs piacon elveszettre versenyképességét, így új profiljának hangsúlya inkább az antik kereskedelem. A galéria antik- és modern ékszer-, műtárgy- és numizmatikai gyűjteménye nemzetközi viszonylatban is egyedülálló.
2020-ban, a Csók István Galéria fennállásának 70. évfordulóján megnyílt a galéria internetes áruháza is, ahol több ezer műalkotás és ékszer közül válogathat a vásárló.